# 岡本村 (神奈川県)
岡本村（おかもとむら）は、神奈川県足柄上郡に存在した村。現在の南足柄市南東部に位置した。

## 地理
- 川：狩川

## 歴史

### 村名の由来
古代に岡本郷が所在したことによる。

### 沿革
- 1889年（明治22年）4月1日 - 町村制の施行により、炭焼所村、和田河原村、駒形新宿、塚原村、三竹山村、岩原村及び沼田村の区域をもって、岡本村が発足する。
- 1955年（昭和30年）4月1日 - 南足柄町、福沢村、岡本村及び北足柄村の区域の内、大字内山及び矢倉沢の区域を合併して、改めて南足柄町が発足する。

## 交通

### 鉄道路線
- 駿豆鉄道（現伊豆箱根鉄道）
  - 大雄山線：相模沼田駅 - 岩原駅 - 塚原駅 - 和田河原駅

富士フイルム前駅は合併翌年の1956年開業。

## 村長
- 安藤亀太郎：1889年5月 -